# 各務原市東亜町会館
各務原市東亜町会館（かかみがはらしとうあちょうかいかん）は、岐阜県各務原市那加東亜町にあった各務原市の施設。後述のとおり、公共施設の役割を終え、2023年7月から民間に無償貸付されている。

## 概要
1970年（昭和45年）開館。所在地は旧・稲葉郡那加町役場跡である。
各務原市産業会館の一つであった（各務原市産業会館条例）。しかし、建物の老朽化、入居団体が各務原市役所新庁舎などへの移転などもあり、2023年（令和5年）3月31日で貸館業務を終了。同年4月1日付で各務原市産業会館条例が改正され廃止となり、各務原市の公共施設としての役割を終えた。
建物は民間による改修、活用が計画され、公募型プロポーザル方式による計画提案を募集。選定された民間会社（株式会社OUR FAVORITE CAPITAL）と2023年7月に基本協定が結ばれ、2023年7月から2033年3月まで貸付されることとなった。
2024年（令和6年）、カフェやホールからなる複合施設「TOUAMACHI KAIKAN」がオープンした。

## 施設概要

### 施設一覧
- 大会議室

### かつて入居していた団体
- 各務原市地域職業相談室（シティハローワーク各務原）※ 2022年（令和4年）6月7日に各務原市産業文化センターに移転[5]。
- 公益社団法人各務原市シルバー人材センター　※ 2022年（令和4年）1月24日に各務原市産業文化センターに移転[6]。
- 各務原かかみのロータリークラブ　※2023年3月に各務原市産業文化センターに移転。
- 各務原市生涯現役促進協議会

## 利用案内
- 住所：岐阜県各務原市那加東亜町106
  - 住所は各務原市医師会准看護学校と同じであるが、建物は別であり、医師会准看護学校の西に位置する。

## 交通アクセス
- 名鉄各務原線 市民公園前駅下車、徒歩で約5分。
- 名鉄各務原線 新那加駅下車、徒歩で約7分。
- JR高山本線 那加駅下車、徒歩で約5分。

## 周辺施設
- 岐阜県立各務原西高等学校
- 各務原市立那加中学校
- 各務原市立那加第二小学校
- 各務原市立各務原特別支援学校
- 各務原市医師会准看護学校　同一住所の別の建物
- 各務原勤労会館
- 各務原市那加福祉センター
- KAKAMIGAHARA PARK BRIDGE
- 各務原市立中央図書館
- 各務原市民公園
- 市民公園前駅
- 新那加駅
- 那加駅